# Myasishchev M-18
Il nome Myasishchev M-18 si riferisce al progetto di un bombardiere strategico sovietico, sviluppato dalla fine degli anni sessanta a partire dagli studi relativi alla quarta configurazione del Myasishchev M-20. Il progetto passò poi sotto la responsabilità dell'OKB Tupolev, confluendo in quello che sarebbe poi diventato il Tupolev Tu-160.

## Storia

### Sviluppo
Alla fine degli anni sessanta, il progettista Vladimir Michajlovič Mjasiščev chiese di entrare nel concorso, indetto dall'aviazione sovietica, per un bombardiere strategico ad elevate prestazioni. La sua proposta, chiamata “modello 18” (o M-18), doveva molto agli studi condotti in precedenza sul bombardiere M-20, ed in particolare sulla quarta configurazione che era stata ipotizzata per quest'ultimo. Gli studi furono autorizzati ufficialmente il 15 settembre 1969.
Al fine di una migliore organizzazione del lavoro, Mjasiščev decise di coinvolgere anche altri centri di ricerca, ed in particolare lo TsAGI. Il progetto finale aveva per oggetto un aereo supersonico con ala a geometria variabile, in grado di competere efficacemente per il concorso del nuovo bombardiere strategico. In particolare, nel 1972, venne riconosciuto migliore degli altri progetti simili, come il Sukhoi T-4MS ed un progetto Yakovlev. Tuttavia, i vertici dell'aviazione decisero diversamente: il progetto del nuovo bombardiere sarebbe stato portato avanti dall'OKB Tupolev, per la maggiore esperienza che aveva questa in questo genere di velivoli.
Il risultato finale di tutto il programma fu il Tupolev Tu-160, che entrò in servizio nell'aprile 1987 con il nome in codice NATO di Blackjack. Molti elementi dell'originario M-18 di Mjasiščev sono stati ripresi su questo aereo, il cui progetto preliminare (basato sul Tu-144 civile) si era rivelato inefficace.

## Descrizione tecnica
Secondo i progettisti, il nuovo aereo avrebbe dovuto essere in grado di penetrare in profondità nel territorio nemico, volando per lunghe distanze a velocità subsoniche, oppure a velocità supersoniche alla quota di 20.000 metri ma coprendo distanze minori. Inoltre, avrebbe dovuto essere in grado di operare anche ad altezze nell'ordine dei 300-500 metri, in modo da sopprimere le difese nemiche fino ad una profondità di 2.000 km.
L'armamento avrebbe dovuto essere costituito da due missili aria superficie Kh-45, i cui studi erano in corso in quel periodo.
Uno degli elementi cruciali del progetto erano le ali, che furono oggetto di studi nella galleria del vento dello TsAGI. Il progetto finale, con ali a geometria variabile, era piuttosto simile nell'aspetto all'americano Rockwell B-1 Lancer. La sua linea era quindi piuttosto avanzata per l'epoca, ed infatti fu ritenuto molto più avanzato dei contemporanei progetti Tupolev e Sukhoi.